# Cavalieri Russi

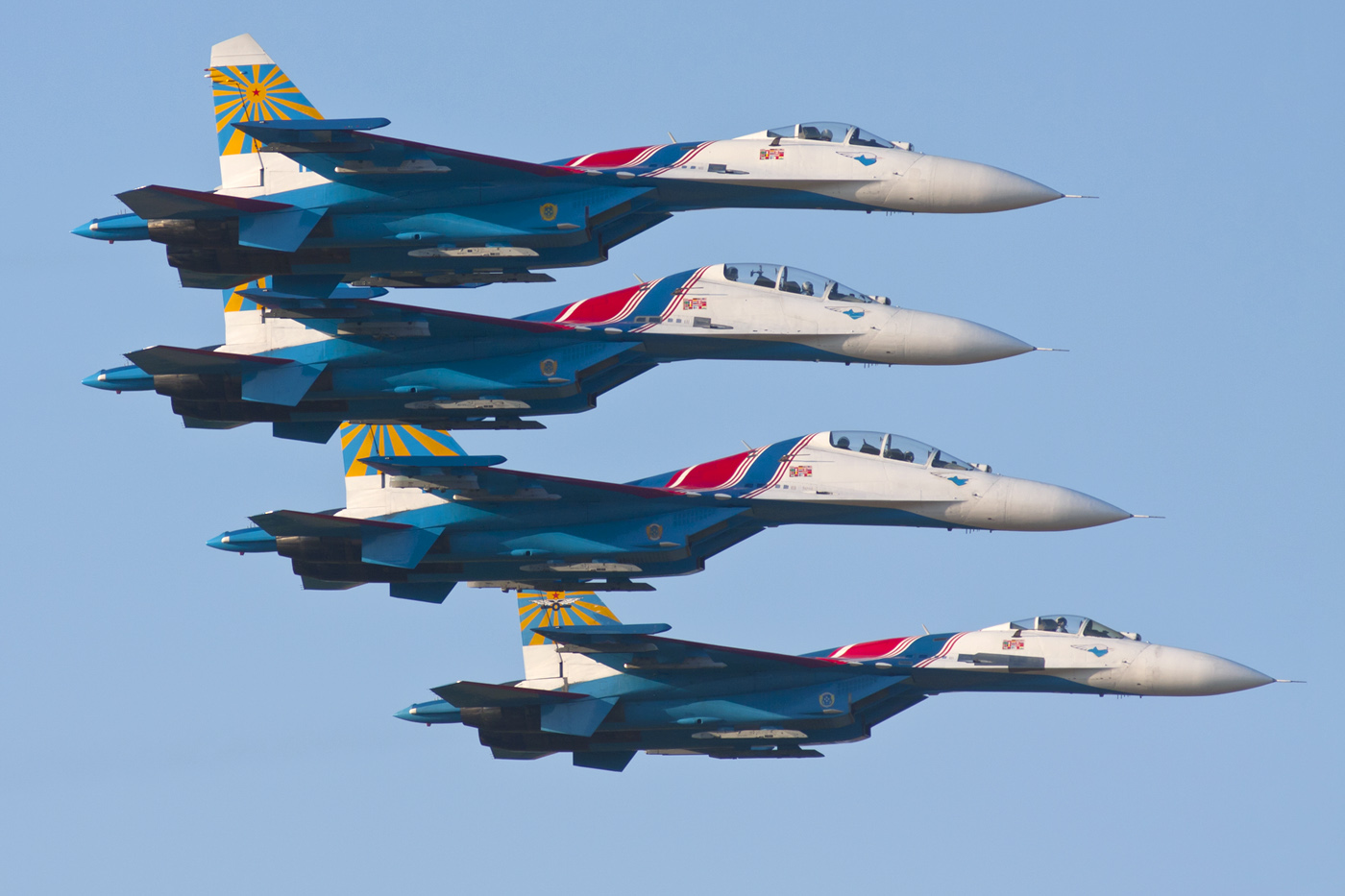
Quattro SU-27 ad una manifestazione aerea in Ungheria, nel 2013.

I Cavalieri Russi (in russo Русские Витязи?, Russkie Vitjazi; in italiano: Cavalieri Russi) sono una pattuglia acrobatica dell'Aeronautica Militare Russa. Creato il 5 aprile 1991 alla base aerea di Kubinka come una squadra di sei Sukhoi Su-27, il team è stato il primo a esibirsi al di fuori dell'Unione Sovietica quando furono in visita al Regno Unito nel settembre 1991. Il 12 dicembre 1995 la squadriglia fu vittima di un disastroso incidente su una montagna vicino a Cam Ranh, in Vietnam, nel quale rimasero coinvolti tre velivoli che volavano in formazione. Il team era diretto verso casa dopo essersi esibito a un airshow malese in condizioni meteo avverse. La squadra era inizialmente composta da quattro Su-27P e due Su-27UB, poi, dall'ottobre 2016 ha ricevuto 8 nuovi Sukhoi Su-30SM.

## Storia

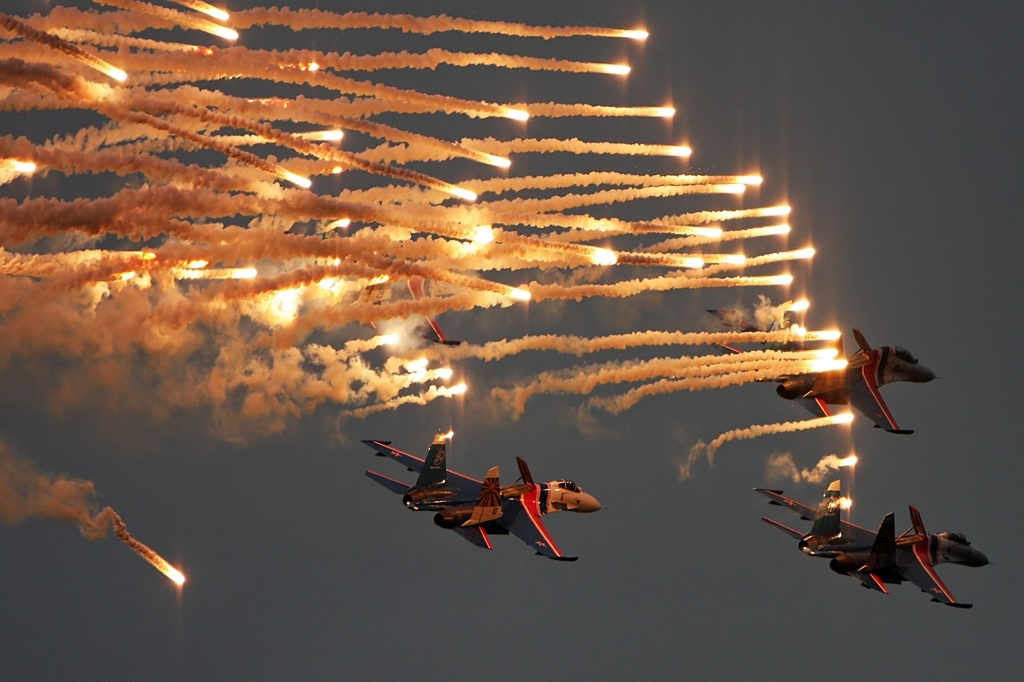
I Volo in formazione durante il tributo a Igor' Tkačenko

La base aerea di Kubinka, situata a 60 km a ovest di Mosca, è ben conosciuta sia in Russia sia all'estero. Per anni è stata un'installazione militare usata per mettere in mostra le caratteristiche degli aerei da combattimento di tipo avanzato, a beneficio di leader nazionali ed esteri. Ai giorni d'oggi la base aerea di Kubinka è conosciuta come la miglior scuola acrobatica, dove sono di stanza le pattuglie acrobatiche Cavalieri Russi e Striži.
Come per numerose pattuglie acrobatiche, le attività di volo non sono solo di carattere acrobatico ma comprendono anche attività operative ed esercitazioni a fuoco al fine di mantenere costante l’idoneità dei piloti all’impiego operativo.

### Incidenti
Il 12 dicembre 1995, durante un approccio al campo d'aviazione di Cam Ranh (Vietnam) in condizioni meteo avverse, tre velivoli della pattuglia (due Su-27 e un Su-27UB) si sono schiantati su una montagna mentre volavano in formazione. L'incidente fu dovuto a un'errata interpretazione degli strumenti di approccio.
Un altro incidente è avvenuto il 16 agosto 2009, con una collisione tra due Su-27 che stavano provando manovre acrobatiche vicino a Mosca: un pilota rimase ucciso nell'incidente mentre i due i velivoli precipitarono sulle vicine case vacanze. Il pilota morto è stato identificato con il comandante della pattuglia, il colonnello Igor' Tkačenko, un ufficiale decorato dell'aeronautica militare.